# Jean Lorrah
Jean Lorrah (* 28. November 1948; nach anderen Angaben 1938 oder 1940) ist eine US-amerikanische Science-Fiction- und Fantasy-Autorin.
Lorrah hat mehrere Star-Trek-Romane geschrieben und oft mit Jacqueline Lichtenberg zusammengearbeitet. Ihre letzte Zusammenarbeit mit Lichtenberg gehört zum Sime-Gen-Universum. Die Fantasy-Serie The Savage Empire aus den 1980er Jahren hat Lorrah zum größten Teil alleine geschrieben. Sie erhielt ihren Ph. D. an der Florida State University und ging 1968 an die Murray State University in Kentucky, wo sie als Englisch-Professorin tätig ist.

## Werke

### The Savage Empire
- Savage Empire, Playboy Paperbacks 1981, ISBN 0-87216-794-1
- Dragon Lord of the Savage Empire, Playboy Paperbacks 1982, ISBN 0-86721-221-7
- Captives of the Savage Empire, Berkley Books 1984, ISBN 0-425-06465-4
- Flight to the Savage Empire, Signet / New American Library 1986, ISBN 0-451-14169-5 (mit Winston Howlett)
- Sorcerers of the Frozen Isles, Signet / New American Library 1986, ISBN 0-451-14268-3
- Wulfston's Odyssey, Signet / New American Library 1987, ISBN 0-451-15056-2 (mit Winston Howlett)
- Empress Unborn, Signet / New American Library 1988, ISBN 0-451-15372-3

### Nessie
Mit Lois June Wickstrom
- Nessie and The Viking Gold, Gripper Products 2003, ISBN 0-916176-21-5
- Nessie and the Celtic Maze, Gripper Products 2007, ISBN 978-0-916176-24-2

### Sime/Gen
- First Channel, Doubleday 1980, ISBN 0-385-14766-X (mit Jacqueline Lichtenberg)
  - Die dritte Art, Moewig 1988, Übersetzer  Reinhold H. Mai, ISBN 3-8118-3830-X
- Channel’s Destiny, Doubleday 1982, ISBN 0-385-17028-9 (mit Jacqueline Lichtenberg)
- Ambrov Keon, DAW Books 1986, ISBN 0-88677-109-9
- Zelerod's Doom, DAW Books 1986, ISBN 0-88677-145-5 (mit Jacqueline Lichtenberg)
- To Kiss or to Kill, Borgo Press / Wildside Press 2011, ISBN 978-1-4344-1218-8
- A Change of Tactics, Wildside Press 2017, ISBN 978-1-4794-2495-5 (mit Jacqueline Lichtenberg)
- A Shift of Means, Wildside Press 2017, ISBN 978-1-4794-4505-9 (mit Jacqueline Lichtenberg)

### Raumschiff Enterprise (Star Trek: TOS)
- The Vulcan Academy Murders, Pocket Books 1984, ISBN 0-671-50054-6
  - Mord an der Vulkan-Akademie, Heyne 1989, Übersetzer Andreas Brandhorst, ISBN 3-453-03156-3
- The IDIC Epidemic, Pocket Books 1988, ISBN 0-671-63574-3
  - Die UMUK-Seuche, Heyne 1992, Übersetzer Andreas Brandhorst, ISBN 3-453-06194-2

### Raumschiff Enterprise: Das nächste Jahrhundert (Star Trek: The Next Generation)
- Survivors, Pocket Books 1989, ISBN 0-671-67438-2
  - Überlebende, Heyne 1990, Übersetzer Andreas Brandhorst, ISBN 3-453-04288-3
- Metamorphosis, Titan Books 1990, ISBN 1-85286-288-2
  - Metamorphose, Heyne 1991, Übersetzer Andreas Brandhorst, ISBN 3-453-05378-8

### Einzelroman
- Blood Will Tell, Awe-Struck Publishing 2001, ISBN 1-58749-134-6